# 1986 год в телевидении
Список 1986 год в телевидении описывает события в мире телевидения, произошедшие в 1986 году.

## События

### Февраль
- 20 февраля — Начало вещания французского телеканала «La Cinq».

### Август
- 14 августа — впервые на советском телевидении (по Второй программе Центрального телевидения) состоялась трансляция гонки чемпионата мира Формулы-1, с Гран-при Венгрии 1986 года (в записи).

### Сентябрь
- 30 сентября — приватизация французского телеканала «TF1».

### Октябрь
- 9 октября — начало вещания Fox (Fox Broadcasting Company).

## Родились
- 12 января — Евгения Мирошкина — российская телеведущая.
- 13 марта — Юлия Колядина — российская телеведущая.
- 2 апреля — Юлия Шарапова — российская телеведущая.
- 20 апреля — Анна Янкина — российская телеведущая.
- 28 мая — Ксения Ермакова — российская телеведущая.
- 22 июля — Полина Соловьёва — российская телеведущая.
- 11 декабря — Ксения Чепенко — российская телеведущая.
- 27 декабря — Илья Корякин — российский телеведущий.